# Ephemera

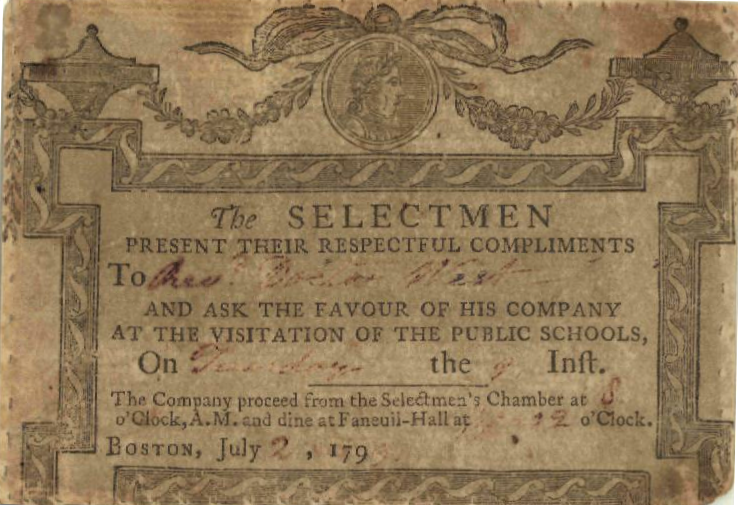
Gedruckte Einladung

Ephemera  stammt aus dem Griechischen und setzt sich aus zwei Bestandteilen zusammen, die gemeinsam ausdrücken, dass etwas nicht länger als einen Tag Bestand hat. Gemeint sind Dinge, die für einen einmaligen bzw. kurzen Gebrauch bestimmt sind. Im engeren Sinne sind damit nur Papierprodukte gemeint. Beispiele für Ephemera sind etwa Briefe, Postkarten, Werbung, Eintrittskarten, Poster, Plakate, Orangenpapiere, Aktien, Lesezeichen, Grußkarten und andere Kleindrucksachen.
Eine weitergefasste Definition schließt alle gedruckten, gepressten, gestanzten oder gestempelten Dinge auch aus Materialien wie etwa Pappe, Metall oder Kunststoff mit ein.
Es gibt einen großen Kreis von Sammlern (Ephemeristen), die entweder auf eine bestimmte Art von Gegenstand (beispielsweise Bierdeckel) spezialisiert sind oder verschiedenartige Ephemera sammeln. Die Bezeichnung ist im anglo-amerikanischen Raum wesentlich weiter verbreitet und somit bekannter, auch große Auktionshäuser und Museen zeigen dort Sammlungen von Ephemera, und in England gibt es sogar ein akademisches Institut, das sich mit der Ephemeraforschung befasst, das Centre for Ephemera Studies an der Universität von Reading.
Zum Aufbau solcher Sammlungen gibt es in der Museumsgeschichte das durchaus vergleichbare Beispiel der lebenslangen „Sammlung“ der reichen US-Bürgerin Electra Havemeyer Webb (auch Mrs. James Watson Webb) (1888–1960), aus der das heutige Shelburne Museum für Kunstgewerbe, Alltags-Kunst und Häuser in Vermont entstanden ist.